# Хотинская крепость
Хоти́нская крепость (укр. Хотинська фортеця; рум. Cetatea Hotinului) — крепость X—XVIII вв., расположенная в городе Хотин, Украина.

## История
На протяжении V—X вв. укрепление использовалось летописным племенем тиверцев и выглядело как типовое мысовое городище.
Постройку каменных укреплений Хотина принято связывать с Галицко-Волынским княжеством и с именем Данилы Галицкого. Археологическими раскопками (Б. Тимощук,1961-1967 гг.) выявлены каменные стены замка XIII в., остатки белокаменного храма, следы жилой застройки. Замок занимал северную часть замковой горы, примерно треть от современной протяженности цитадели. На юге от замка находился укрепленный посад, окруженный валами и деревянными стенами.
Наибольшей перестройке подвергся во второй половине XV в., будучи в составе Молдавского княжества. Замок значительно расширен в южном направлении, повышен уровень двора.
Замковый двор делился на две части: северный двор использовался командованием, южный — гарнизоном. Между двумя частями замкового двора находится дворец коменданта, стены которого выложены декоративной «шахматкой» из красного кирпича и белокаменных блоков, а прорези окон украшены позднеготичным обрамлением из камня.
В 1538 году Хотинский замок захватили польские войска, во время штурма взорвано минами южное прясло стены. При молдавском господаре Петре Рареше в 1541—1546 гг. разрушенную часть перестроили, прясло стены отодвинули дальше на юг, а в середине новой стены была устроена въездная башня.
В мае 1600 года, после того, как войска правителя Валахии и Трансильвании Михая Храброго захватили Сучаву, господарь Молдовы Иеремия Могила с семьей (дядя будущего киевского митрополита Петра Могилы), с окружением и бывшим правителем Трансильвании Сигизмундом Баторием (племянником польского короля Стефана Батория) нашёл убежище в Хотинской крепости, которая в то время была под властью Речи Посполитой.
Турки с 1711 года начали широкомасштабные работы по созданию внешней линии обороны общей площадью в 22 га. Управляли работами французские военные инженеры. Новые укрепления состояли из эскарпированного камнями вала с боевой террасой, широкого и глубокого рва и каменного контрэскарпа. Валы укреплены бастионами, въездными башнями, которых было три, перед въездами устроены равелины. На территории новой крепости строились казармы, склады, мечеть.

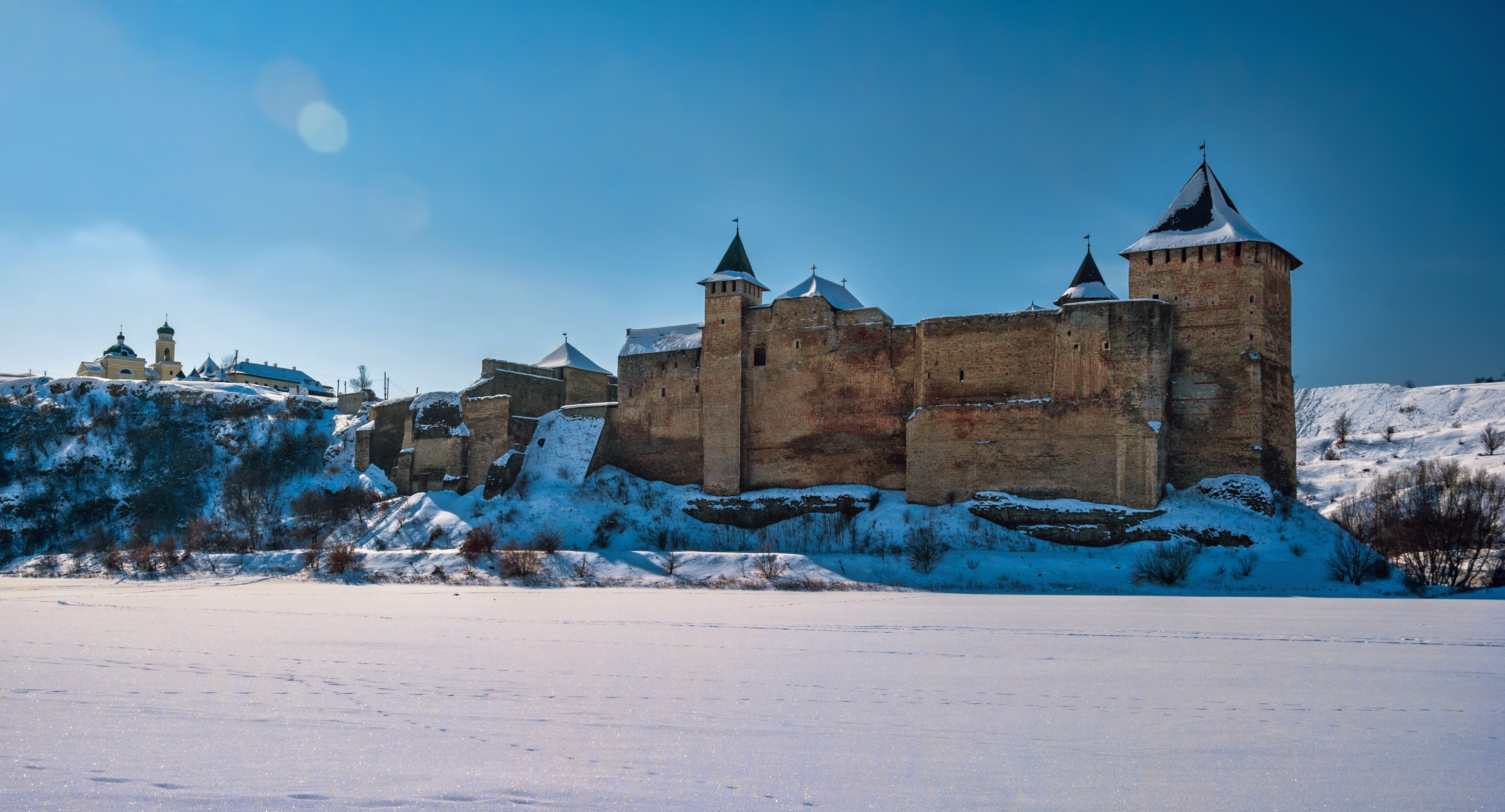
Зимний вид

- 1509 — битва под Хотином.
- 1530 — битва под Хотином.
- 1621 — битва под Хотином.
- 1673 — битва под Хотином.
- 1739 — осада Хотина.
- 1769 — осада Хотина.
- 1788 — осада Хотина.
- 1807 — осада Хотина.
- 1812 — осада Хотина.

## Галерея
|                    |                  |           |             |                 |
| Крепость с воздуха | Крепостная стена | Общий вид | Южная башня | Внутренний двор |

## Интересные факты

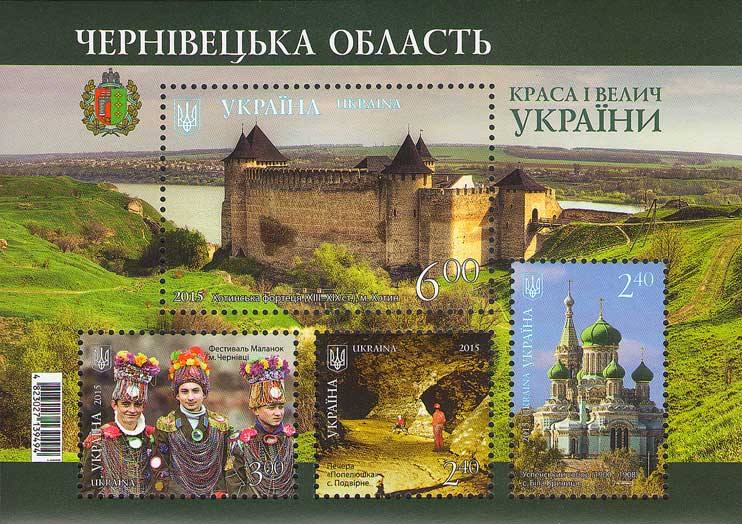
Хотинская крепость на почтовой марке Украины. 2015 год

- В Хотинской крепости проводились съёмки многих популярных приключенческих художественных фильмов: «Гадюка» (1965), «Захар Беркут» (1971), «Могила льва» (1971), «Стрелы Робин Гуда» (1975), «Русалочка» (1976), «Д’Артаньян и три мушкетёра» (1978), «Баллада о доблестном рыцаре Айвенго» (1982), «Чёрная стрела» (1985), «Приключения Квентина Дорварда, стрелка королевской гвардии» (1988), «Рыцарский замок» (1990), «Тарас Бульба» (2009).
- Осаде Хотина русскими войсками в 1739 году посвящена «Ода на взятие Хотина» Михаила Ломоносова.